# Necrophagist
Necrophagist byla německá hudební skupina hrající technický death metal, který prolínala s prvky barokní hudby. Založil ji zpěvák a kytarista Muhammed Suiçmez. Název Necrophagist pocházi z řeckého νεκρο- nekro- („mrtvé tělo“) a -φαγος -phagos („požírač“). Bez podpory labelu vyneslo Necrophagist na světlo předskakování metalovým skupinám jako Cannibal Corpse, Napalm Death nebo Sinister.

## Historie

### 1992–1999: Začátky
Skupinu Necrophagist založil roku 1992 tehdy sedmnáctiletý Muhammed Suiçmez. Téhož roku vzniklo i první demo, Requiems of Festered Gore, skládající se z pěti písní. Autorem všech skladeb až na jednu byl Suiçmez. O tři roky později vzniklo další, eponymní demo. Na jeho styl měly vliv skupiny jako Morbid Angel, Atheist či Death.

### 1999–2004: Onset of Putrefaction a Epitaph
První studiové album, Onset of Putrefaction, realizoval frontman Suiçmez téměř sám poté, co všichni členové kapely krátce před nahráváním odešli. Nahrál téměř sám všechny kytarové a basové linky a naprogramoval bicí. Byl rovněž jediným textařem a zpěvákem. Album mělo úspěch na undergroundové scéně, nicméně původní vydání bylo velmi obtížně dostupné, protože vydavatelství Noise Solution Records vydalo pouze tisíc kusů. Nakonec vyšla v roce 2004 reedice, s remixovanými stopami kytary, baskytary a vokálů; na bicí hrál bubeník Hannes Grossmann. Na albu se rovněž objevují dvě písně ze stejnojmenné demonahrávky z roku 1995.
Roku 2001 Necrophagist vystoupili na českém open air festivalu Brutal Assault; své vystoupení zopakovali v letech 2003, 2005 a 2010. V roce 2002 se ke kapele připojil Christian Münzner jako druhý kytarista. V létě 2003 měl Suiçmez připravený materiál pro další album, ale skupině scházel baskytarista a bubeník. Stefan Fimmers (baskytara) a Hannes Grossmann (bicí) se připojili krátce před začátkem nahrávání. V létě 2003 začali Necrophagist v plné sestavě nahrávat písně pro druhé studiové album Epitaph. Vyšlo 3. srpna 2004. O měsíc později, 14. září 2004, bylo Onset of Putrefaction znovu vydáno prostřednictvím Relapse Records, s výjimkou Severní Ameriky, kde vyšlo pod Willowtip Records.

### 2004–2008: Koncertování a změny v sestavě
Po druhém albu se Suiçmez dostal přes silnou nemoc, pro kterou nebylo poskytnuto žádné oficiální vysvětlení. Došlo ke zrušení několika plánovaných koncertů a frontman mezitím dopsal diplomovou práci pro svůj univerzitní kurz strojního inženýrství. Nová, stabilní sestava začala koncertovat v Evropě a v roce 2006 se odehrálo americké turné. V létě 2007 se Necrophagist spojili s bubeníkem Marco Minnemannem, aby se stali headlinerem na turné Summer Slaughter, s kapelami jako Decapitated, The Faceless nebo Cephalic Carnage. V dubnu 2008 bylo oznámeo, že Romain Goulon se stane novým bubeníkem skupiny, nicméně Minnemann bude se Suiçmezem spolupracovat na vedlejším projektu.

### 2008–současnost: Pauza
V roce 2008 začali Necrophagist pracovat na dalším studiovém albu. Dva možné názvy byly The Path to Naught a Death to the Faithful. Suiçmez uvedl, že kapela bude na albu používat sedmistrunné kytary. On sám měl použít nahrávat s novou kytarou Ibanez Xiphos se sedmi strunami a 27 pražci, vyrobenou na zakázku. Sami Raatikainen je podporovatel značky Ibanez, který sám používá 7strunnou kytaru řady RG na pódiu.
Od roku 2012 není známo, zda jsou Necrophagist stále aktivní, nebo mají v plánu vydat nové album. To vedlo k velkému množství spekulací ze strany fanoušků, zmatených dlouhým čekáním na album. Nicméně v prohlášení ze srpna 2012 bývalý bubeník Marco Minnemann uvedl, že na novém albu skutečně dochází k pokroku, a řekl: „Vím, že lidé nedočkavě čekají na nové album. Mohamed je můj blízký přítel a vím, že mu opravdu záleží na tom, aby album bylo co nejlepší. Ale já osobně vím, že došlo k pokroku… držte se, vím, že nahraje něco sakra dobrého.“
Dne 11. září 2013 vydal bubeník Romain Goulon prohlášení, že Necrophagist jsou stále aktivní a pokoušejí se nahrát nové album, nicméně nebylo upřesněno žádné datum možného vydání. Dne 4. dubna 2016 Goulon naznačil v komentáři na Facebooku „smrt“ kapely.

## Členové
Finální sestava
- Muhammed Suiçmez – kytara, zpěv (1992–2010)
- Stephan Fimmers – baskytara (2003–2010)
- Sami Raatikainen – kytara (2006–2010)
- Romain Goulon – bicí (2008–2010)

Bývalí členové
- Jochen Bittmann – baskytara (1992–2001)
- Jan-Paul Herm – kytara (1992–1995)
- Matthias Holzapfel – kytara(1995–2000)
- Raphael Kempermann – bicí (1992–1995)
- Daniel Silva – bicí (1995–1998, 2001–2003)
- Shahram Naderi – bicí (1998–2001)
- Mario Petrovic – kytara (2000–2001)
- Slavek Foltyn – bicí (2000–2001)
- Björn Vollmer – kytara (2001–2002)
- Julien Laroche – baskytara (2001–2003)
- Christian Münzner – kytara (2002–2006)
- Heiko Linzert – baskytara (2003)
- Hannes Grossmann – bicí (2003–2007)
- Marco Minnemann – bicí (2007–2008)

## Diskografie

### Demo alba
- 1992: Requiems of Festered Gore
- 1995: Necrophagist

### Studiová alba
- 1999: Onset of Putrefaction
- 2004: Epitaph